# Cançoner Gil
El Cançoner Gil és un cançoner occità del segle xiv creat a terres catalanes i que actualment es troba a la Biblioteca de Catalunya (signatura: Ms. 146). Rep el nom del seu antic propietari Pablo Gil y Gil, un col·leccionista, catedràtic de la Universitat de Saragossa. A la seva mort, fou adquirit amb el patrocini d'un grup de mecenes (Isidre Bonsoms, Pere Grau Maristany, Eduard Sevilla, el marquès de Maury, Josep Mansana, Jacinte Serra, Manuel Girona, Hug Herberg, el filantrop hispanista nord-americà Archer M. Huntington i Teresa Ametller) per ser donat a la Biblioteca de Catalunya. Entre els especialistes en literatura occitana medieval, se li dona la sigla Sg (o Z, segons la reordenació de François Zufferey). No conté notació musical.

## Descripció
El cançoner va ser copiat en pergamí de bona qualitat en 128 folis de 315 x 235 mm, a doble cara. El manuscrit és acèfal i es calcula que hi manquen uns 12 folis inicials. Hi ha encara alguns folis mal ordenats.
Els poemes estan copiats a l'estil medieval, sense separar cada vers en línies diferents, a ratlla tirada, però amb punts que indiquen la separació en versos. Les estrofes es marquen amb calderons alternats en vermell i blau. És un manuscrit il·luminat, amb caplletres que contenen animals i humans i sanefes acolorides. Cada poema s'inicia amb una rúbrica en vermell que indica els autors i les peces. De totes maneres, les caplletres inicials s'interrompen a partir del fol. 39r; a la resta del manuscrit, els espais reservats a les inicials estan en blanc (així doncs, el manuscrit té 106 caplletres inicials, totes, menys dues, de la mateixa mà).
La còpia presenta algunes variants respecte a altres cançoners, prova del caràcter oral d'aquest gènere. Per això, el cançoner presenta un gran interès per a la crítica textual.

## Estructura
El cançoner conté els poemes dels trobadors més cèlebres, un total de 285 composicions, dividits en tres parts.
Al primer bloc s'hi recullen les composicions de Cerverí de Girona, 104 peces, algunes de les quals no apareixen en cap altre còdex. La segona part aplega poemes de trobadors cèlebres del segle xii, concretament exemples de l'art de Raimbaut de Vaqueiras, Bertran de Born, Guiraut de Bornelh, Arnaut Daniel, Guilhem de Sant Deidier, Bernat de Ventadorn, Pons de Capdolh, Jaufré Rudel o Guillem de Berguedà. La tercera part inclou obres de tretze autors més moderns pertanyents al Consistori de Tolosa i més o menys contemporanis a la confecció del manuscrit: entre elles, obres de Joan de Castellnou, Raimon de Cornet, o Gastó III de Foix. Els poemes estan copiats amb la mateixa cura que els primers, però l'espai per a les il·lustracions està en blanc, probablement el cançoner va quedar incabat. S'hi inclouen encara quatre poesies de Guillem de Berguedà i, per aprofitar l'espai final, l'autor va decidir copiar un fragment del Roman de Troie de Benet de Sant Maur, de la matèria de Roma. Encara hi ha un poema de Bernat del Falgar afegit en lletra cursiva en un full de guarda.

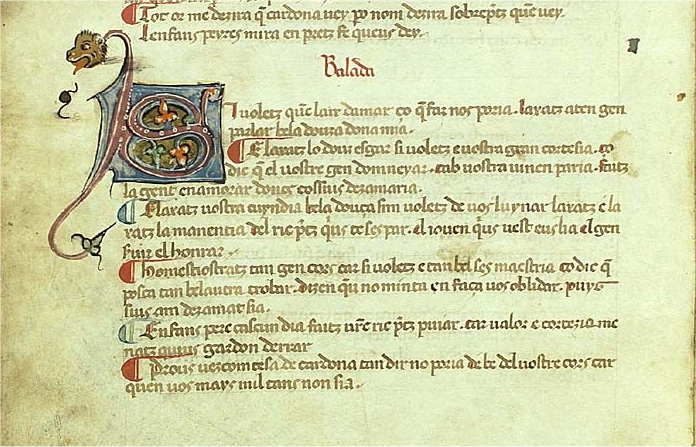
Balada de Cerverí de Girona, fol. 34v

## Història
La història de la confecció del cançoner i els seus promotors és desconeguda però tradicionalment s'ha atribuït a l'entorn del Cerimoniós. Recentment Cabré i Martí (2010) proposen relacionar-lo amb la família de Jaume d'Urgell, concretament amb el seu fill Pere II d'Urgell.
En el moment de ser adquirit per la Biblioteca de Catalunya, el manuscrit fou enquadernat de nou. Es va encarregar la supervisió de l'enquadernació a Ramon Miquel i Planas, que la va fer realitzar a J. Figuerola; així doncs, actualment està enquadernat en pell vermella, gravada a les dues cobertes amb l'escut de la Diputació amb la Creu de Sant Jordi.